# Anne de Noailles

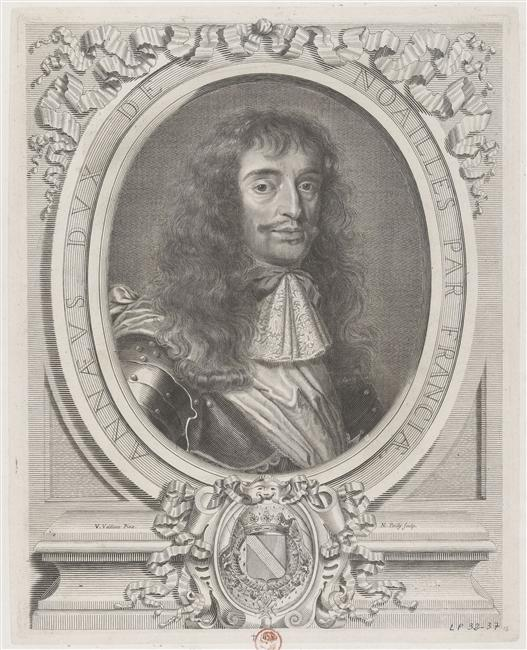
Anne de Noailles, Kupferstich von François de Poilly dem Älteren

Anne de Noailles (* nach 1613; † 15. Februar 1678 in Paris) war Marquis de Montclar, Comte d’Ayen und (ab 1663) 1. Duc de Noailles, Marquis de Mouchy-le-Châtel, Baron de Chambres, de Malemort et de Carbonnières, dann Pair von Frankreich.

## Leben
Anne de Noailles war der Sohn von François de Noailles († 1645), Seigneur de Noailles, Comte d’Ayen, Baron de Chambres, de Montclar, de Noaillac et de Malemort, und Rose de Roquelaure, Dame de Montvert, Tochter des Marschalls Antoine de Roquelaure. Er war der Urenkel des Admirals Antoine de Noailles, ein Protégé von Jules Mazarin und spielte eine bedeutende Rolle in ersten Regierungsjahren Ludwigs XIV. und während der Fronde (1648–1653).
1642 wurde er Militärgouverneur von Perpignan. Am 28. Mai 1643 wurde er zum Maréchal de camp ernannt, 1646 nach Barcelona gesandt, um während des Aufstands der Schnitter die Verständigung zwischen Pierre de Marca, Josep de Margarit i de Biure und Henri de Lorraine, comte d’Harcourt zu erreichen.
1650 erhielt er die Vicomté de Canet, die von ihren bisherigen Eigentümern beschlagnahmt worden war. Im gleichen Jahr wurde er zum Premier Capitaine der Schottischen Garde ernannt, am 12. September 1650 zum Lieutenant-général. Mit großer Grausamkeit unterdrückte er 1652 den anti-französischen Aufstand von Puigcerdà.
Am 1. Februar 1660 wurde er der erste (erbliche) Gouverneur des Roussillon, der von Frankreich annektierten Provinz, am 31. Dezember wurde er in den Orden vom Heiligen Geist aufgenommen. Im Dezember 1663 wurde die Grafschaft Ayen zur Duché-Pairie de Noailles erhoben, den Eid als Pair legte er am 15. Dezember 1663 ab.

## Ehe und Familie
Anne de Noailles heiratete vor 1640 in erster Ehe Camille de Pestels de Polminhac, die Ehe blieb ohne Nachkommen und wurde offenbar aufgelöst: Camille gründete 1640 den Benediktinerkonvent in Vic-sur-Cère und wurde 1647 zu dessen Priorin ernannt.
Per Ehevertrag vom 13. Dezember 1645 heiratete er in zweiter Ehe Anne-Louise Boyer (* 1631/32; † 22. Mai 1697), Tochter von Antoine Boyer, Seigneur de Sainte-Geneviève-des-Bois, Sekretär des Königs, und Françoise de Wignacourt. Ihre Kinder sind:
1. Anne-Jules de Noailles (4. Novembre 1650; † 2. Oktober 1708), 2. Duc de Noailles, Pair de France, Gouverneur von Roussillon und Languedoc, Vizekönig von Katalonien, Marschall von Frankreich; ⚭ 13. August 1671 Marie-Françoise de Bournonville (* 1655/56; † 16. Juli 1748), Tochter von Ambroise-François de Bournonville, Duc de Bournonville, Gouverneur von Paris, und Lucrèce-Françoise de La Vieuville, der Tochter und Erbin von Charles I. de La Vieuville
2. Louis-Antoine de Noailles (* 27. Mai 1651; † 4. Mai 1729), 1676 Bischof von Cahors, 1677 Bischof von Châlons, Pair de France, 1695 Erzbischof von Paris, 1700 Kardinal
3. Jacques de Noailles (* 3. November 1653; † 22. April 1712), Lieutenant général des galères de France
4. Jean François de Noailles (* 28. August 1658; † 23. Juni 1699), dit le marquis de Noailles, Maréchal de camp; ⚭ (1) 4. Mai 1687 Marguerite Thérèse de Rouillé (* 1660; † 29. Oktober 1729), Tochter von Jean de Rouillé, Comte de Meslay, und Marie-Anne de Cosmans d’Astric, sie heiratete am 20. März 1702 in zweiter Ehe Armand Jean de Vignerot du Plessis, Duc de Richelieu et de Fronsac, Pair de France († 20. Mai 1715)
5. Louise Anne de Noailles (* 29. November 1662; † Dezember 1693); ⚭ 10. Januar 1680 Henri-Charles de Beaumanoir, Marquis de Lavardin (1644–1701)
6. Jean-Baptiste-Louis-Gaston de Noailles (* 7. August 1669; † 15. September 1720), 1696 Bischof von Châlons, Pair de France